# اولکاریا
اولکاریا (به لاتین: Olkaria) یک کوه و تپه در کنیا است که در شهرستان ناکورو واقع شده‌است. اولکاریا ۲٬۴۳۴ متر بالاتر از سطح دریا واقع شده‌است.